# Francisco Largo Caballero

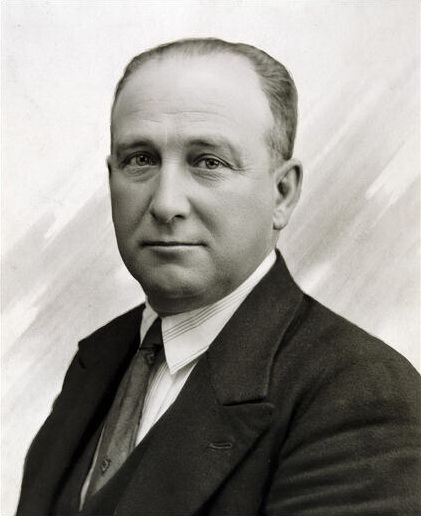
Francisco Largo Caballero

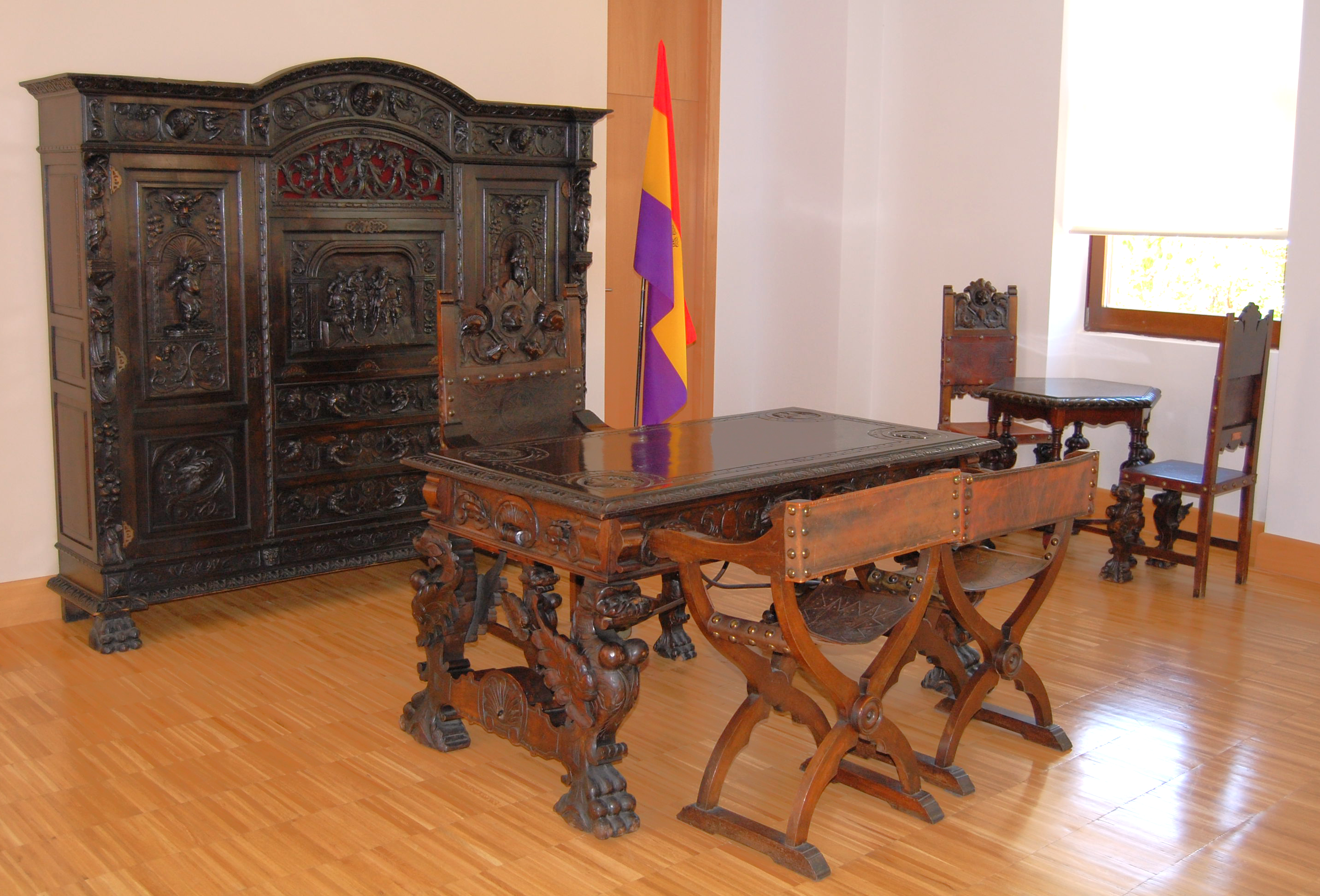
Het kantoor van Francisco Largo Caballero, bewaard in de Archieven van de Arbeidersbeweging in Alcalá de Henares.

Francisco Largo Caballero (Madrid, 15 oktober 1869 – Parijs, 31 maart 1946) was een Spaans vakbondsleider en politicus. 
Largo Caballero stamde uit een arme familie. Hij was aanvankelijk metselaar, maar vanaf 1890 was hij vakbondsman bij de socialistische UGT. In 1894 werd hij lid van de PSOE (socialistische partij). Sinds 1914 was hij lid van het uitvoerend comité van de UGT en in 1918 werd hij secretaris-generaal van de UGT. Largo Caballero speelde een belangrijke rol tijdens de staking van 1917, waarna er door de Spaanse regering de staat van beleg werd afgekondigd. Nadat de staking van regeringswege was gebroken, werd Caballero tot levenslange gevangenisstraf veroordeeld, doch een jaar later kwam hij vrij.
Tijdens de dictatuur van generaal Miguel Primo de Rivera werd Largo Caballero door de generaal aangesteld als adviseur arbeidszaken en werd de UGT de enige toegestane Spaanse vakbond. Zijn samenwerking met de dictator werd fel bekritiseerd door enkele socialistische collega's, waaronder Juan Negrin en Indalecio Prieto. Na de val van de dictatuur in januari 1930, werd Spanje in april 1931 een republiek. Van 1931 tot 1933 was hij minister van Arbeid in de regering-Azaña.
Kort na het uitbreken van de Spaanse Burgeroorlog werd Caballero premier van een socialistisch/republikeins coalitiekabinet. Reeds een jaar na aanvang viel deze regering omdat Caballero weigerde verdere concessies te doen aan de Sovjet-Unie. (De USSR wilde politieke invloed in ruil voor de geleverde wapens aan de republikeinen.) Tot 1 april 1939 diende hij nog als minister van Oorlog. Hij week daarna uit naar Frankrijk. Na de Franse capitulatie (juni 1940) werd hij door de Duitsers opgesloten in concentratiekamp Sachsenhausen bij Oranienburg, waaruit hij in 1945 werd bevrijd.